# Greta Onieogou
Greta Onieogou (en ruso: Грета Онейогоу; Leningrado, RSFS de Rusia, Unión Soviética; 14 de junio de 1991) es una actriz canadiense nacida en Rusia, conocida por su papel principal como Layla Keating en la serie dramática estadounidense All American y como Soraya Duval en la serie canadiense Heartland.

## Primeros años
Onieogou nació en Leningrado, RSFS de Rusia, Unión Soviética en el sur de San Petersburgo, Rusia, es hija de padres nigerianos-rusos. Cuando Onieogou tenía cinco años, se mudó con sus padres a Toronto, Canadá. Solía ser gimnasta rítmica y trabajó con Alexandra Orlando durante un par de meses durante su entrenamiento. Habla inglés y ruso con fluidez.

## Carrera
En 2018, Onieogou participó en el piloto de All American, mientras que en 2019, inició su propio canal de YouTube.

## Filmografía
| Cine | Cine               | Cine               | Cine  |
| Año  | Título             | Rol                | Notas |
| ---- | ------------------ | ------------------ | ----- |
| 2005 | Fever Pitch        | Tammy              |       |
| 2009 | Victoria Day       | Sara               |       |
| 2016 | Miss Sloane        | Greta (CKW Junior) |       |
| 2017 | Undercover Grandpa | Angie Wagner       |       |

| Televisión    | Televisión                    | Televisión                | Televisión                                      |
| Año           | Título                        | Rol                       | Notas                                           |
| ------------- | ----------------------------- | ------------------------- | ----------------------------------------------- |
| 2006          | Degrassi: The Next Generation | Sirina                    | Episodio: «Working for the Weekend»             |
| 2009          | Overruled!                    | Vanessa                   | Episodio: «Worlds Collide»                      |
| 2007–2015     | Heartland                     | Soraya Duval              | Elenco recurrente (50 episodios)                |
| 2015          | Heroes Reborn: Dark Matters   | Aly                       | Elenco recurrente (6 episodios)                 |
| 2017          | Schitt's Creek                | Portavoz del Ayuntamiento | Episodio: «Opening Night»                       |
| 2017          | Ransom                        | Keri Madsen               | Episodio: «Regeneration»                        |
| 2017          | Murdoch Mysteries             | Themis                    | Episodio: «Hades Hath No Fury»                  |
| 2017          | Frankie Drake Mysteries       | Elsie Thompson            | Episodio: «Healing Hands»                       |
| 2018          | Workin' Moms                  | Mujer joven #2            | Episodio: «If Women Had to Give Birth»          |
| 2018          | Imposters                     | Recepcionista             | Episodio: «The World Needs Heroes. Over.»       |
| 2018          | Anne with an E                | Ruth                      | Episodio: «The Painful Eagerness of Unfed Hope» |
| 2018–presente | All American                  | Layla Keating             | Elenco principal                                |
| 2022          | All American: Homecoming      | Layla Keating             | Episodio: «Integrity»                           |